# Tara Reid
Pour les articles homonymes, voir Reid.
Tara Reid est une actrice américaine, née le 8 novembre 1975 à Wyckoff, dans le New Jersey.

## Biographie
Tara Reid est la fille de Donna et Tom Reid, tous deux d'origine irlandaise. Elle a une sœur prénommée Colleen. Elle débute dans le métier d'actrice très tôt, apparaissant notamment dans de nombreuses publicités dès l'âge de six ans[réf. nécessaire]. Poursuivant cette carrière à l'âge adulte, elle est découverte par le public pour son rôle remarqué de Bunny dans The Big Lebowski de Joel Coen.[réf. souhaitée]

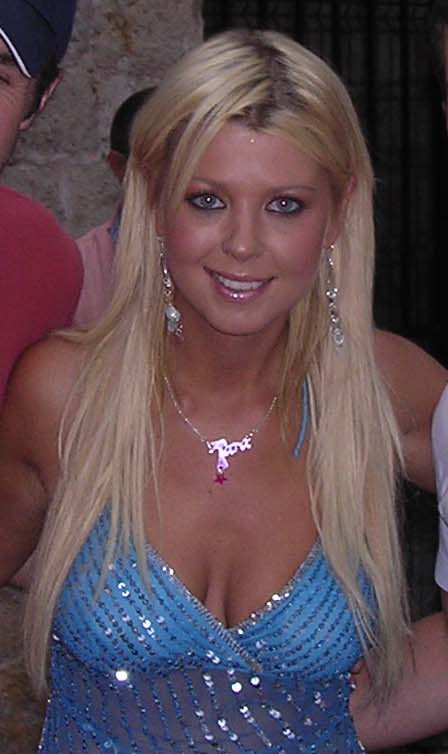
Tara Reid en 2005.

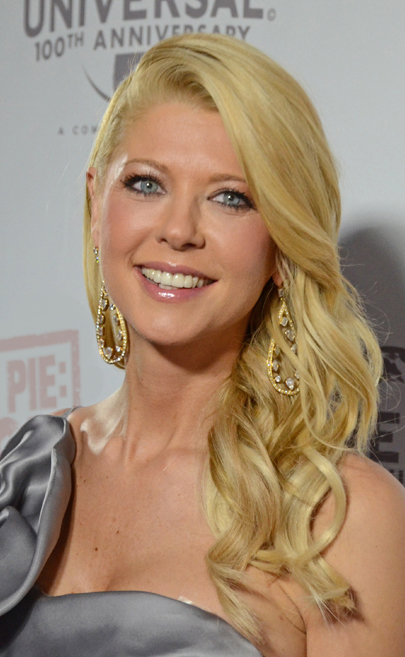
Tara Reid en 2012.

En 1998, elle interprète le rôle de Sasha Thomas, une jeune bimbo animatrice de radio sauvagement assassinée dans le film d'horreur Urban Legend, et fait une petite apparition dans le célèbre Sexe Intentions l'année suivante. 
En 1999, elle accède à une bien plus large notoriété en participant à la comédie adolescente American Pie. Le film remporte un large succès, mettant en scène les déboires sexuels de lycéens. Elle jouera dans l'épisode suivant, American Pie 2, deux ans plus tard. 
Forte de ce succès, elle enchaîne alors les projets entre 1999 et 2003 : le très érotique Sexe Attitudes de Michael Cristofer, avec entre autres Sean Patrick Flanery, Jerry O'Connell et Amanda Peet. Mais également Docteur T et les femmes avec Richard Gere, Les Visiteurs en Amérique (remake américain du film français Les Visiteurs), Josie et les Pussycats, American Party avec Ryan Reynolds, Mon boss, sa fille et moi avec Ashton Kutcher et le film DTV Lune de miel en enfer avec l'acteur Kip Pardue.
Elle rencontre ensuite un ralentissement de carrière, provoqué par divers scandales dans la presse people, comme des sorties très alcoolisées avec ses amies de l'époque, l'héritière Paris Hilton et l'actrice à scandales Lindsay Lohan. Sa crédibilité semble donc s'effriter, et elle se voit proposer beaucoup moins de rôles importants au cinéma.
Par la suite, on peut la remarquer dans des films DTV et téléfilms beaucoup plus discrets, comme le très décrié Alone in the dark, l'adaptation du jeu de même nom par le réalisateur Uwe Boll, les films Silent Partner et Incubus, les téléfilms Amour, amitié et petites infidélités et Hitched, ou encore dans la quatrième itération de la saga The Crow, The Crow: Wicked Prayer, passé complètement inaperçu.
Elle joue ensuite dans 11 épisodes de la série Scrubs aux côtés de Zach Braff (saisons 3 et 4). 
Entre 2005 et 2006, Tara Reid est aussi l'héroïne de sa propre émission de télé réalité, Wild on Tara, diffusée en France sur NRJ 12.
Entre 2007 et 2012, poursuivant une carrière déclinante, elle participe à différents téléfilms et films DTV, tels que If I Had Known I Was a Genius (2007), 7-10 Split (2007), Une Teuf d'enfer (2008), Assurance suicide (2008), Vipères (2008), The Fields (en) (2011) et enfin Last Call (2012).
D'autre part, elle pose nue dans le double numéro janvier-février 2010 de Playboy USA.
Elle a prétendu s'être mariée avec le financier bulgare Zack Kehayov le 13 août 2011 en Grèce. Plus tard, elle reconnaîtra que ce mariage n'était pas légal, et qu'elle pensait que Kehayov ne souhaitait qu'un titre de séjour « carte verte » aux États-Unis. Le 18 août 2011, soit cinq jours après ce mariage, elle entre dans la maison des célébrités pour le Celebrity Big Brother 8, dont elle est la troisième éliminée après 16 jours d'émission. 
En 2012, elle revient au cinéma avec American Pie 4. Mais le succès commercial du film ne réussit pas à redonner une impulsion à sa carrière.
En 2013, elle participe au célèbre téléfilm Sharknado des studios The Asylum. Le film est présenté lors du 21e festival international du film fantastique de Gérardmer, sous la présidence de Jan Kounen, et avec notamment comme membre du jury Kim Chapiron, Béatrice Dalle, Vahina Giocante ou encore l'Américaine Tania Raymonde. À la suite de l'énorme et inattendu buzz du téléfilm,  elle enchaîne en 2014 dans sa suite, Sharknado 2 : The Second One, toujours avec Ian Ziering, puis dans le troisième volet, Sharknado 3 : Oh Hell No !, diffusé en 2015. En 2016, elle reprend son rôle pour la quatrième fois dans Sharknado: The 4th Awakens, qui parodie entre autres Star Wars : Le Réveil de la Force. En 2017, elle reprend pour la cinquième fois son personnage d'April dans Sharknado 5: Global Swarming.
Parallèlement à la saga Sharknado, elle a aussi tourné dans le film The Hungover Games (2014), qui parodie la saga Hunger Games, et dans le film d'horreur Charlie's Farm (2014).

## Filmographie

### Cinéma
- 1987 : Les Enfants de Salem (A Return to Salem's Lot) : Amanda
- 1998 : The Big Lebowski : Bunny Lebowski
- 1998 : Girl : Cybil
- 1998 : I Woke Up Early the Day I Died : Prom Queen / Nightclub Bartender
- 1998 : Urban Legend : Sasha Thomas
- 1999 : Meurtre à Devil's Glen (What We Did That Night) : The Girl
- 1999 : Sexe intentions (Cruel Intentions) : Marci Greenbaum
- 1999 : Around the Fire : Jennifer
- 1999 : American Pie de Paul et Chris Weitz : Victoria 'Vicky' Lathum
- 1999 : Sexe attitudes (Body Shots) : Sara Olswang
- 2000 : Docteur T et les femmes (Dr T and the Women) : Connie
- 2001 : Les Visiteurs en Amérique (Just Visiting) : Angelique
- 2001 : Josie et les Pussycats (Josie and the Pussycats) : Melody Valentine
- 2001 : American Pie 2 de James B. Rogers : Victoria 'Vicky' Lathum
- 2002 : American Party (National Lampoon's Van Wilder) : Gwen Pearson
- 2003 : Mon boss, sa fille et moi (My Boss's Daughter) : Lisa Taylor
- 2003 : Lune de miel en enfer (Devil's Pond) : Julianne
- 2005 : Alone in the Dark : Aline Cedrac
- 2005 : The Crow: Wicked Prayer : Lola Byrne
- 2005 : Silent Partner : Dina
- 2006 : Incubus : Jay
- 2008 : Unnatural Causes : Julia McKay
- 2007 : If I Had Known I Was a Genius : Stephanie
- 2007 : 7-10 Split : Lindsay / Lil Reno
- 2008 : Une Teuf d'enfer (Senior Skip Day) : Ellen Harris
- 2011 : The Fields (en) : Bonnie
- 2012 : Last Call : Lindsay
- 2012 : American Pie 4 (American Reunion) de Jon Hurwitz et Hayden Schlossberg : Victoria 'Vicky' Lathum
- 2014 : The Hungover Games : Effing
- 2014 : Charlie's Farm : Natasha
- 2016 : Tie the Knot : Beatrice
- 2017 : A Second Chance : Monica Love
- 2018 : Worthless : Talia Medici
- 2018 : Ouija House : Katherine
- 2018 : Bennett's Song : Stevie Hawkins-White
- 2018 : Bethlehem Ranch : Laura
- 2018 : Andy the Talking Hedgehog : Une femme
- 2019 : Art of the Dead : Tess Barryman
- 2019 : Cranial Sacral : Angel
- 2019 : The Fifth Boro : Sophia Lehoux
- 2019 : Bleach : Maria
- 2019 : Baby Bulldog : Dr. Robertson
- 2019 : Attraction : Elizabeth

### Télévision
- 2003 : Scrubs saison 3 (série télévisée) : Danni Sullivan
- 2004 : Scrubs saison 4 (série télévisée) : Danni Sullivan
- 2004 : Amour, amitié et petites infidélités (Knots) : Emily
- 2004 : Les Quintuplés (saison 1, épisode 15) : Madame Foley (Ms.)
- 2005 : Hitched : Theresa
- 2008 : Vipers : Nicky Swift
- 2013 : Sharknado : April
- 2014 : Sharknado 2 : The Second One : April
- 2015 : Sharknado 3 : Oh Hell No ! : April
- 2016 : Sharknado: The 4th Awakens : April
- 2017 : Sharknado 5: Global Swarming : April
- 2017 : Il était une fois Noël (A Royal Christmas Ball) : Allison

### Télé réalité
- Wild on Tara (2005-2006)
- Celebrity Big Brother (UK) saison 8 (2011)
- Marriage Boot Camp: Reality Stars saison 7 (2016)

## Voix françaises
En France, Laura Préjean et Marie Gamory sont successivement les voix françaises régulières de Tara Reid, la première (1999-2014) principalement sur la saga des films American Pie, la seconde (2013-2018) sur la saga des téléfilms Sharknado.
Au Québec, elle est régulièrement doublée par Christine Bellier et Aline Pinsonneault.
| - Laura Préjean dans : - American Pie - American Pie 2 - American Party - Lune de miel en enfer - Alone in the Dark - American Pie 4 - Very Bad Games - Marie Gamory dans : - Sharknado (téléfilm) - Sharknado 2 : The Second One (téléfilm) - Sharknado 3 : Oh Hell No ! (téléfilm) - Sharknado: The 4th Awakens (téléfilm) - Sharknado 5: Global Swarming (téléfilm) - Sharknado 6: The Last Sharknado, It's About Time (téléfilm) | et aussi - Laurence Colussi dans Urban Legend - Laëtitia Godès dans Docteur T et les femmes - Ludivine Sagnier dans Les Visiteurs en Amérique - Charlotte Marin dans Scrubs (série télévisée) - Marie Donnio dans Mon boss, sa fille et moi - Caroline Lallau dans Les Quintuplés (série télévisée) - Ingrid Donnadieu dans Senior Skip Day (téléfilm) |

Au Québec
| - Christine Bellier dans : - Folies De Graduation - Baises et Conséquences - Josie et les Pussycats - Folies De Graduation 2 - National Lampoon présente Van Wilder | - Aline Pinsonneault dans : - Un Pari cruel - Mon boss, sa fille et moi - Alone in the Dark: Aux portes de la noirceur - Pascale Montreuil dans : - La Prisonnière du lac - Folies de Graduation : La Réunion et aussi - Sophie Léger dans Dr. T et les femmes |